# آندژی گاورونسکی
آندژی گاورونسکی (لهستانی: Andrzej Gawroński؛ ‏ ۱۰ فوریهٔ ۱۹۳۵ – ۴ سپتامبر ۲۰۲۰) بازیگر و صداپیشه اهل لهستان بود.
از فیلم‌ها یا مجموعه‌های تلویزیونی که وی در آن‌ها نقش داشته‌است، می‌توان به سرنوشت‌های لهستانی، چگونه جنگ جهانی دوم را آغاز کردم، کورن‌بلومن‌بلائو،رانندگان جایگزین، چهل‌ساله، از دوشنبه‌ها بیزارم، خانه کشیش، پدر متیو، کارآگاهان جنایی، در خیابان سپولنی، ع چون عشق، سالی از خورشید خاموش، روزها و شب‌ها، فیلمی کوتاه درباره کشتن، همه‌چیز برای فروش و جادوگران بی‌گناه اشاره نمود.